# The Ryan Initiative
Série Jack Ryan
La Somme de toutes les peurs

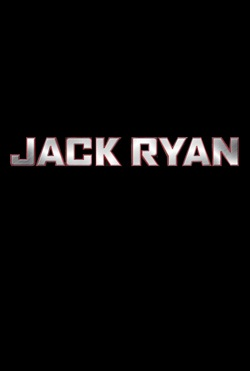
poster du film Ryan initiative

(2002)
Pour plus de détails, voir Fiche technique et Distribution.
The Ryan Initiative ou Jack Ryan : Recrue dans l'ombre au Québec (Jack Ryan: Shadow Recruit) est un film d'espionnage américano-russe réalisé par Kenneth Branagh et sorti en 2014. Il s'agit du 5e film d'une franchise mettant en scène le personnage Jack Ryan, apparu pour la première fois dans les romans de Tom Clancy.

## Synopsis
Diplômé de la London School of Economics, Jack Ryan est un jeune analyste de la CIA. Sous couverture, il est chargé de traquer les sources de financement du terrorisme et découvre un complot russe mené par l'industriel Viktor Cherevin. Celui-ci veut détruire l'économie américaine en profitant d'une attaque terroriste d'envergure.

## Fiche technique
Sauf indication contraire, les informations mentionnées dans cette section peuvent être confirmées par la base de données cinématographiques IMDb,  présente dans la section « Liens externes ».
- Titre original : Jack Ryan: Shadow Recruit
- Titre français : The Ryan Initiative
- Titre québécois : Jack Ryan : Recrue dans l'ombre
- Réalisation : Kenneth Branagh
- Scénario : Adam Cozad et David Koepp, d’après les personnages créés par Tom Clancy
- Musique : Patrick Doyle
- Direction artistique : Neal Callow et Stuart Kearns
- Décors : Andrew Laws et Judy Farr
- Costumes : Jill Taylor
- Photographie : Haris Zambarloukos
- Montage : Martin Walsh
- Production : Lorenzo di Bonaventura, Mace Neufeld, David Barron et Mark Vahradian

Producteur exécutif : Alexander Dostal
Coproducteur : David Ready
Productrice associée : Linda Pianigiani
Producteurs délégués : David Ellison, Dana Goldberg, Tommy Harper et Paul Schwake
- Sociétés de production[1] : Paramount Pictures, Di Bonaventura Pictures, Mace Neufeld Productions, Skydance Productions, Translux[2], Etalon film[Note 1] et Buckaroo Entertainment (non crédité)
- Sociétés de distribution : Paramount Pictures (États-Unis, France, Canada), Central Partnership (Russie)
- Budget : 60 millions de dollars[3]
- Pays de production :  États-Unis et  Russie
- Langues originales : anglais et russe
- Format[4] : couleur (DeLuxe) | N & B - 35 mm  - 2,35:1 (Cinémascope) (Panavision) - son SDDS | Datasat | Dolby Digital | Dolby Surround 7.1
- Genre : thriller, espionnage, action, drame
- Durée : 105 minutes
- Dates de sortie[5] :
  - Russie : 16 janvier 2014
  - Canada et États-Unis : 17 janvier 2014
  - France et Belgique : 29 janvier 2014
- Classification[6] :
  -  États-Unis : PG-13 - Parents Strongly Cautioned  (Certaines scènes peuvent heurter les enfants de moins de 13 ans - Accord parental recommandé, film déconseillé aux moins de 13 ans)
  -  France : Tous publics (visa d'exploitation no 138506 délivré le 31 décembre 2013)[7]

## Distribution
- Chris Pine (VF : Emmanuel Garijo ; VQ : Jean-François Beaupré) : Jack Ryan
- Keira Knightley (VF : Sybille Tureau ; VQ : Mélanie Laberge) : Cathy Muller
- Kevin Costner (VF : Bernard Lanneau ; VQ : Marc Bellier) : Thomas Harper
- Kenneth Branagh (VF : Miglen Mirtchev ; VQ : François Trudel) : Viktor Cherevin
- Lenn Kudrjawizki (VF : Stéphane Ronchewski) : Constantin
- Alec Utgoff : Aleksandr Borovsky
- Peter Andersson : Dimitri Lemkov
- Elena Velikanova	: Katya
- Nonso Anozie (VF : Frédéric Souterelle) : Embee Deng
- Seth Ayott (VF : Olivier Chauvel) : Teddy
- Colm Feore (VF : Patrick Osmond) : Rob Behringer
- Gemma Chan : Amy Chang
- Karen David : Penn
- Nick Court (VF : Stanislas Forlani) : le sergent Mack
- David Paymer : l'ambassadeur Dixon Lewis
- David Hayman : l'ambassadeur Sergey Dostal
- Mikhail Baryshnikov : le ministre de l'intérieur Sergey Sorokin (non crédité)

Sources et légendes : Version française (VF) sur RS Doublage et AlloDoublage ; Version québécoise (VQ) sur Doublage.qc.ca

## Production

### Genèse et développement
La production débute avec un projet de film d'action mettant en scène Eric Bana. Le scénario, intitulé Dubai puis Moscow, ne fait aucune allusion au personnage de Jack Ryan. Ce n'est que plus tard que la Paramount a demandé aux scénaristes d'introduire ce personnage, ce qui explique que c'est le premier film de la saga à ne pas être adapté d'un roman de Tom Clancy. Ce dernier supervisera toutefois en partie l'écriture de la version finale du scénario, avant son décès quelques mois avant la sortie du film.
En 2010, Jack Bender est choisi pour réaliser le film mais des retards dans la réécriture du scénario bloquent la production. Bender, qui a d'autres engagements — la série Alcatraz pour la Fox et un pilote pour Syfy intitulé Rewind —, doit quitter le projet en 2012. Il est aussitôt remplacé par Kenneth Branagh.

### Attribution des rôles
Le film marque le retour de Jack Ryan au cinéma après 12 ans d'absence. Alec Baldwin, qui interprétait le personnage dans À la poursuite d'Octobre rouge (1990), a conseillé à Chris Pine d'accepter immédiatement le rôle sans même réfléchir. Ryan Gosling ou encore James Franco avait également été envisagés pour tenir le rôle.
Outre Keira Knightley, Felicity Jones, Evangeline Lilly, Kate Beckinsale ou encore Jessica Biel ont été envisagées pour incarner Cathy Ryan.
Kevin Costner, qui avait refusé le rôle de Jack Ryan dans À la poursuite d'Octobre rouge pour se consacrer à Danse avec les loups, aurait accepté de jouer le rôle de William Harper principalement pour travailler avec Kenneth Branagh.

### Tournage
Le tournage a lieu en Angleterre (Londres, Liverpool, Birkenhead, Hatfield, Pinewood Studios, Senate House, Warner Bros. Studios Leavesden), ainsi qu'à Manhattan (Wall Street), Montréal et Moscou (cathédrale Saint-Basile, Kremlin, rivière Moskova, cathédrale du Christ-Sauveur, ...).

## Accueil

### Date de sortie
Le film est d'abord présenté sous le titre de Jack Ryan. Le titre original est ensuite changé en Jack Ryan: Shadow One. En octobre 2013, le distributeur français révèle que le film sera intitulé The Ryan Initiative pour son exploitation en France. Le titre original est ensuite modifié en Jack Ryan: Shadow Recruit.
La sortie, initialement prévue pour fin 2013, a du être décalée à 2014. Cela est dû au décalage de la sortie d'un autre film produit par le studio Paramount, Le Loup de Wall Street de Martin Scorsese, repoussé au 25 décembre 2013 en raison du besoin de refaire le montage.

### Critique
Sur le site Rotten Tomatoes, le film a reçu 54% de commentaires positifs, avec une note moyenne de 5,6⁄10 et sur la base de 188 avis. Le consensus résume les critiques compilées : « Il ne réinvente pas le style du thriller d'action, mais The Ryan Initiative propose un redémarrage élégant et relativement divertissant pour une franchise en sommeil depuis longtemps ». Sur Metacritic, il obtient une note moyenne de 57⁄100 pour 36 critiques.
En France, le film obtient une note moyenne de 3,1⁄5 sur le site AlloCiné, qui recense 19 titres de presse.

### Box-office
| Pays ou région                     | Box-office                      | Date d'arrêt du box-office | Nombre de semaines |
| ---------------------------------- | ------------------------------- | -------------------------- | ------------------ |
| États-Unis / Canada (1er week-end) | 15 451 981 $                    | du 17 au 19 janvier 2014   | -                  |
| États-Unis Canada                  | 50 577 412 $                    | 3 avril 2014               | 11                 |
| France                             | 3 540 009 $                     | 16 février 2014            | 3                  |
| France Paris                       | 452 685 entrées 153 271 entrées | -                          | -                  |
| Total hors États-Unis              | 84 926 336 $                    | 3 avril 2014               | 11                 |
| Total mondial                      | 135 503 748 $                   | 3 avril 2014               | 11                 |

## Distinctions
Entre 2014 et 2019, The Ryan Initiative a obtenu 3 nominations mais n'a remporté aucun prix:
- Golden Trailer Awards 2014 : meilleur spot TV à suspense pour Paramount Pictures et The AV Squad (Pour la publicité télévisée intitulée "Fight".)
- Academy of Science Fiction, Fantasy and Horror Films - Saturn Awards 2004 : meilleure collection de DVD
- Academy of Science Fiction, Fantasy and Horror Films - Saturn Awards 2019 : meilleure version de la collection DVD / Blu-Ray

## Commentaires
- Le tableau sur la bataille d’Austerlitz, dans le bureau de Viktor Cherevin est de Bogdan Willewalde (1818-1903). il s'agit de Feat of Cavalry Regiment at the battle of Austerlitz in 1805.
- Le film est dédié à la mémoire de Tom Clancy, créateur du personnage Jack Ryan, décédé quelques mois avant la sortie du film.